# Jamia Fields
Jamia Ayanna Fields (Alta Loma, California, Estados Unidos; 24 de septiembre de 1993) es una futbolista estadounidense que juega de delantera para el Houston Dash de la National Women's Soccer League (NWSL) de Estados Unidos.

## Estadísticas

### Clubes
| Club                   | País           | Año             |
| ---------------------- | -------------- | --------------- |
| Western New York Flash | Estados Unidos | 2015            |
| Orlando Pride          | Estados Unidos | 2016 - 2017     |
| Arna-Bjørnar           | Noruega        | 2018            |
| Avaldsnes IL           | Noruega        | 2018            |
| Houston Dash           | Estados Unidos | 2019 - presente |